# Cyrus Maxwell Boger

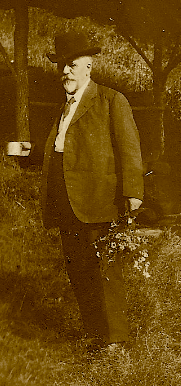
Cyrus Maxwell Boger

Cyrus Maxwell Boger (* 13. Mai 1861 in Lebanon (Pennsylvania); † 2. September 1935 in Parkersburg (West Virginia)) war ein US-amerikanischer Homöopath. Er ist besonders durch seine Repertorien Synoptic Key und General Analysis bekannt.

## Leben
Cyrus Maxwell Boger wurde 1861 als erstes Kind von Isabella Killen Maxwell und Cyrus Boger geboren (es folgten noch fünf Geschwister). Die Familie der Mutter stammte aus Irland und Schottland, die des Vaters aus dem heutigen Baden-Württemberg. Wie die meisten Bewohner der Gegend sprachen Bogers somit wohl Deutsch („Pennsylvania Dutch“).
Boger studierte von 1880 bis 1882 zuerst Pharmazie im Philadelphia College of Pharmacy, von 1885 bis 1888 dann Homöopathie im Hahnemann Medical College von Philadelphia. Nach seiner Graduierung im Frühjahr 1888 zog er mit seiner ersten Frau Salome in ihre Heimat Wheeling. Salome starb früh, und die einzige Tochter wuchs wohl bei ihrer Familie auf. Boger zog 1888 nach Parkersburg und eröffnete hinter dem Camden Theatre seine homöopathische Praxis, die ein Brand im Theaterviertel am 30. November 1929 zerstörte. Bogers Wohnhaus in der heutigen 26. Straße steht bis heute. Er hatte neun Kinder mit seiner zweiten Frau Bertha. Drei starben 1898 an Diphtherie. Die Ehe wurde nach dem Tod von Sohn Bill 1921 geschieden. Boger heiratete 1922 seine Praxisassistentin Anna Meerwein.
Nach seinem Studium belegte Boger Postgraduierten-Kurse im Hering Medical College in Chicago. Als Homöopath in Parkersburg isoliert, stand er doch mit Kollegen landes- und weltweit in Kontakt. Eine große Rolle dabei spielte die International Hahnemannian Association (IHA). Deren Zeitschrift Homoeopathic Recorder enthält ausführliche Sitzungsprotokolle. Boger war Mitbegründer der International Foundation for Homoeopathy, ab 1924 American Foundation for Homoeopathy (AFH), die ab 1922 in einer Sommerschule medizinische College-Absolventen in die Homöopathie einführte.

## Die Homöopathie C. M. Bogers
Unter dem Eindruck einer Hospitation bei Vondergoltz in der Homoeopathic Metropolitan School entstand wohl eine Arbeit über Eileiterentzündungen. Eine weitere frühe Veröffentlichung war The Homoeopathic Therapeutics of Diphtheria (1898). 1905 erschien Bogers Neubearbeitung der Werke Clemens von Bönninghausens, Bönninghausens Characteristics and Repertory. Bogers eigenes Repertorium Synoptic Key erschien 1915, 1916, 1928 und 1931 – gefolgt von einer fünften Auflage in Indien. General Analysis, das Extrakt der bewährtesten Rubriken aus Synoptic Key, erschien zu seinen Lebzeiten 1924/5, 1925, 1926, 1931/2 und 1932/33, als Lochkartei zuerst 1931.
Synoptic Key unterteilt sich in Zeiten der Verschlimmerung und andere Modalitäten, Allgemeinsymptome und schließlich Symptome nach Körperregion. Es folgt die Synopse, eine straffe Darstellung der Arzneimittel, die jeweils Organbezüge und Modalitäten voranstellt, gefolgt von allgemeinen und schließlich umschriebenen Symptomen. Die Aufstellung der Wirkdauer von Mitteln übernahm Boger wohl einer Veröffentlichung Bönninghausens. Das abschließende Ergänzungsregister dient als Inhaltsverzeichnis, enthält aber auch Notizen Bogers.
Zu Bogers Arbeitsweise wusste man lange nichts näheres, man orientierte sich an seinem bekannteren Kollegen James Tyler Kent oder seinem Vordenker Clemens von Bönninghausen. Neben der schon von Bönninghausen bekannten Analyse (Zerlegung) der vom Patienten gebotenen Symptome, zielt Boger auf möglichst breite Verankerung (Generalisierung) derselben über das Gesamtbild der Krankheit. Das gelingt über charakteristische Einzelsymptome ("Keynotes"), aber auch Wiederholungen bei Betrachtung verschiedener Organsysteme oder Vorerkrankungen ("räumliche" bzw. "zeitliche Generalisierung"). Viele Rubriken sind deshalb mehrdeutig. Abschuppung meint auch Haarausfall, Absonderungen amel. auch Verschlechterung durch unterdrückte Ausschläge, Blut u. a. Sepsis. Hinzu kommen psychische Anklänge, indem z. B. Ergießen seelische Offenheit, Fallen auch Höhenangst mit andeutet. Nerven bildet ein Kontinuum aus Lähmungen, Nervenschmerzen und seelischer Labilität. Psychiatrische Rubriken wie Furcht für Ängste oder Wahrnehmung verändert für psychotische Symptome bleiben allgemein. Die Differenzierung rein seelischer Aspekte, wie bei Kent, unterbleibt also.

## Wirkung
C. M. Boger stand zu Lebzeiten mit Homöopathen weltweit in Kontakt. Nachdem Amerika zuletzt kein geeignetes Umfeld für Veröffentlichungen zur Homöopathie mehr darstellte, erschien Synoptic Key in der 5. Auflage, das General Analysis in der 6. und 7. Auflage über Bogers Korrespondenten, den indischen Homöopathen M. L. Dhawale. Kershasp N. Kasad überliefert Interpretationen zu teils psychischen Nebenbedeutungen von Rubriken, die sich bei Boger selbst nicht belegen lassen. Bogers Arbeit bildete so die Grundlage für die späteren Repertorien von Shankar Raghunath Phatak, Pichiah Sankaran und dessen Sohn Rajan Sankaran.

### Werke (moderne Ausgaben)
- Klaus-Henning Gypser, Andreas Wegener (Hrsg.): Vorlesungen über Materia medica. Von Cyrus Maxwell Boger. Haug, Heidelberg 1989, ISBN 3-7760-1110-6.
- Cyrus Maxwell Boger: Bönninghausens Charakteristika und Repertorium. Narayana, Kandern 2010, ISBN 978-3-939931-75-1 (Originalausgabe: Boenninghausen's Characteristics and Repertory, Parkersburg 1905).
- Cyrus Maxwell Boger: Synoptic Key zur homöopathischen Materia medica. Ins Deutsche übertragen von Jens Ahlbrecht. Von der Lieth, Hamburg 2008, ISBN 978-3-926836-34-2.
- Cyrus Maxwell Boger: General Analysis. Von der Lieth, Hamburg 2004, ISBN 3-926836-28-8.

### Sekundärliteratur
- Norbert Winter (Hrsg.): Der Schlüssel zu C. M. Bogers „Synoptic Key“. Annäherung an das Homöopathie-Konzept C. M. Bogers. Von der Lieth, Hamburg 2007, ISBN 978-3-926836-35-9.
- Jens Ahlbrecht, Elmar W. Funk, Norbert Winter (Hrsg.): Genius-Charakteristika homöopathischer Arneien. C. M. Bogers General Analysis, GA-Arzneimittel-Kompendium & GA-Wörterbuch. Ahlbrecht, Pohlheim 2014, ISBN 978-3-9815028-1-7.
- Jens Ahlbrecht, Norbert Winter (Hrsg.): Die Homöopathie C. M. Bogers. Grundlagen und Praxis. Band 1. 2. Auflage. Von der Lieth, Hamburg 2005, ISBN 3-926836-26-1.
- Cheryl F. Bragg, Norbert Winter: Cyrus Maxwell Boger und das Erbe der amerikanischen Homöopathie. Verlag Ahlbrecht, Bad Langensalza 2013, ISBN 978-3-9815028-5-5.